# Monastyr Świętego Mikołaja w Krechowie
Monastyr Świętego Mikołaja (ukr. Монастир святого Миколая Отців Василіян) – wybudowany na początku XVII w. w Monasterze Krechowskim, części wsi Krechów.

## Historia
Na początku XVII wieku do Krechowa  prawdopodobnie z Ławry Pieczerskiej w Kijowie przybyli dwaj prawosławni mnisi: Joel (Jojił) Szymenko i Sylwester, którzy założyli krechowski klasztor, mieszczący się pierwotnie w lesie, na południe od dzisiejszych zabudowań. Kilkanaście lat potem Stanisław Żółkiewski ofiarował im działkę u podnóża Pobożnej Góry, na którym około 1618 r. zaczęto wznosić klasztor. W 1628 r. uzyskał przywilej stauropigii - sporą niezależność od lokalnej hierarchii cerkiewnej. Ponad 20 lat później, ok. 1650 r., wzniesiono główną cerkiew Przemienienia Pańskiego.
Klasztor w swych dziejach był wielokrotnie niszczony: najpierw w 1659 r. przez Tatarów, w 1670 r. mnichów dosięgła epidemia dżumy, a dwa lata potem ponownie został najechany przez Tatarów - wówczas jednak klasztor się obronił. Obrońcami dowodzili Petro Doroszenko i Iwan Mazepa. Na początku XVIII w. klasztor hojnie obdarował car Piotr I, który w tej okolicy spotkał się z królem polskim Augustem II. W 1721 krechowscy mnisi przyjęli unię i rozpoczęli wznoszenie nowych, murowanych obiektów.
Po II wojnie światowej był tu dom dziecka. W 1949 r. władze ZSRR ostatecznie zamknęły klasztor i utworzyły szkołę rolniczą i magazyn. W 1990 kompleks budynków monasterskich zwrócono bazylianom.

## Wyposażenie
W klasztorze znajdują się dwie ikony, uznawane przez pielgrzymów za cudowne: św. Mikołaja (przywieziona tu według tradycji przez założyciela – mnicha Joela) oraz Matki Boskiej Werchrackiej (Werchracka Ikona Matki Bożej), które na początku lat 90. wróciły do krechowskiego klasztoru.
Według Słownika Geograficznego w klasztorze przechowywano oryginalne przywileje z własnoręcznymi podpisami królów Polski: Władysława IV, Jana Kazimierza, Michała Korybuta Wiśniowieckiego i Jana III Sobieskiego, opatrzone wielkimi pieczęciami. (...) są tu także kwity na małych skrawkach pargaminu po turecku pisane, wydawane niegdyś przez wojsko nieprzyjacielskie oblężonym na znak otrzymanych w okup pieniędzy. (...) Przechowywana była także bardzo ciekawa korespondencja z hetmanem Doroszenką.

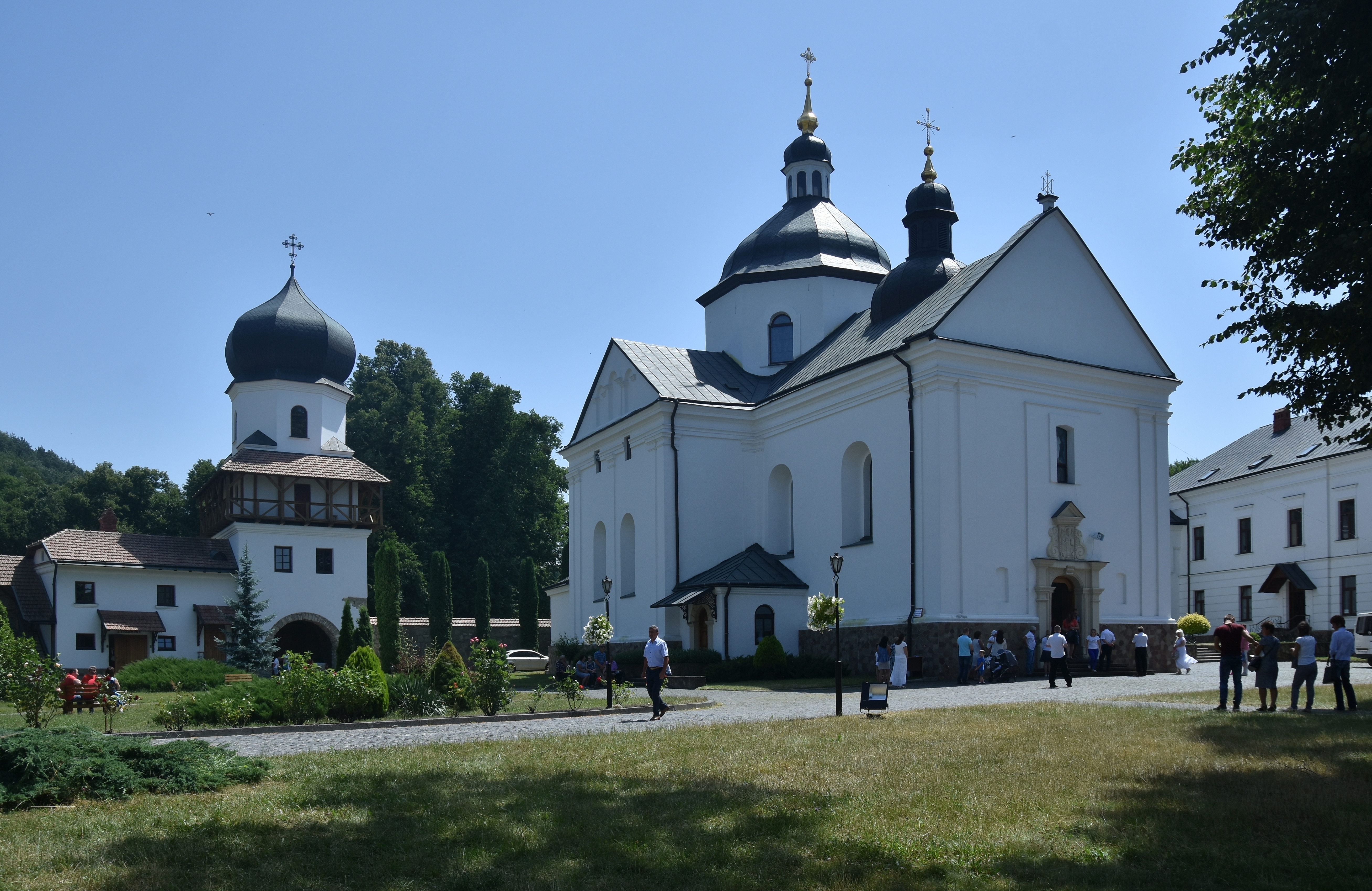
Cerkiew św. Mikołaja z wieżą bramną
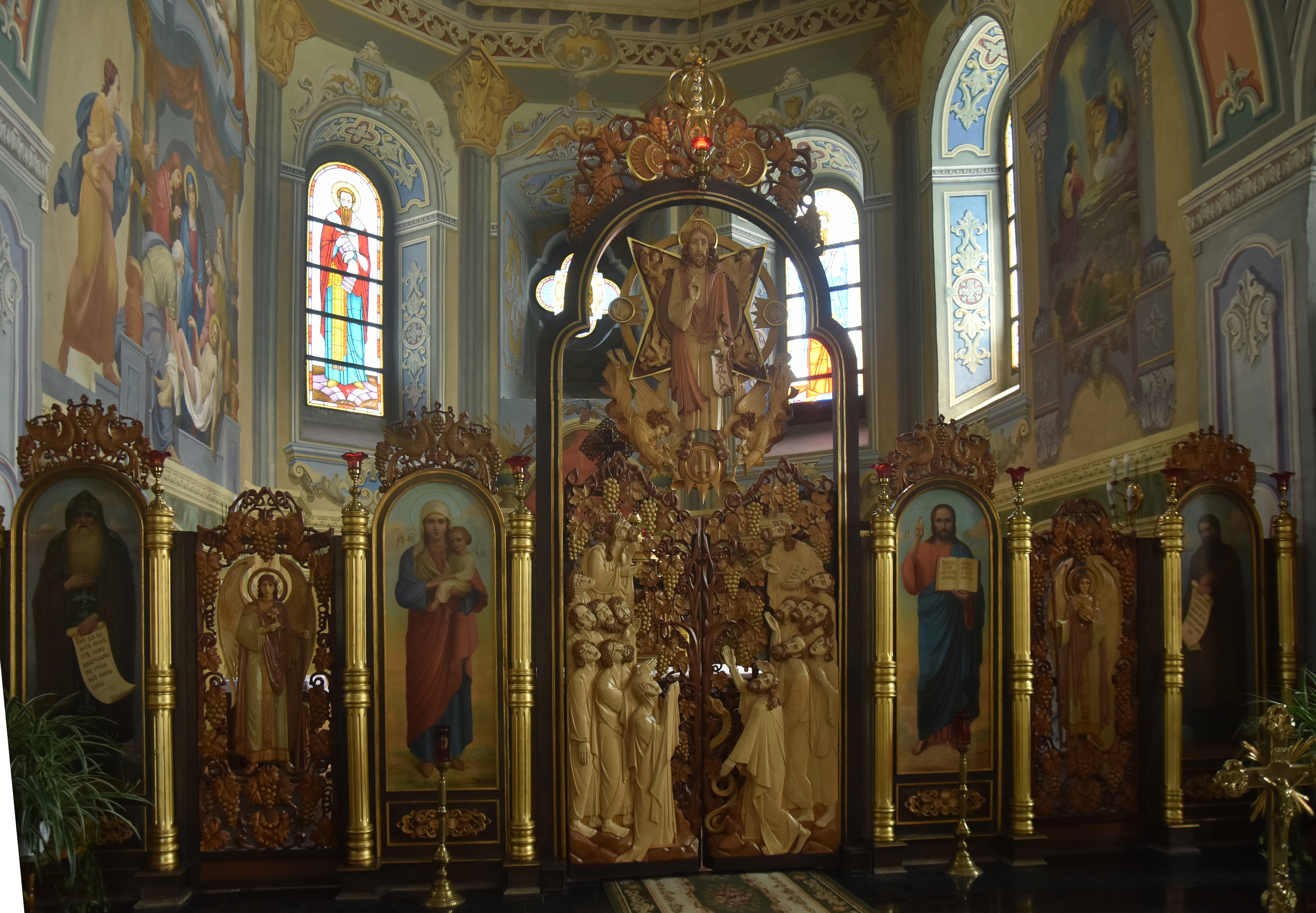
Wnętrze cerkwi św. Mikołaja
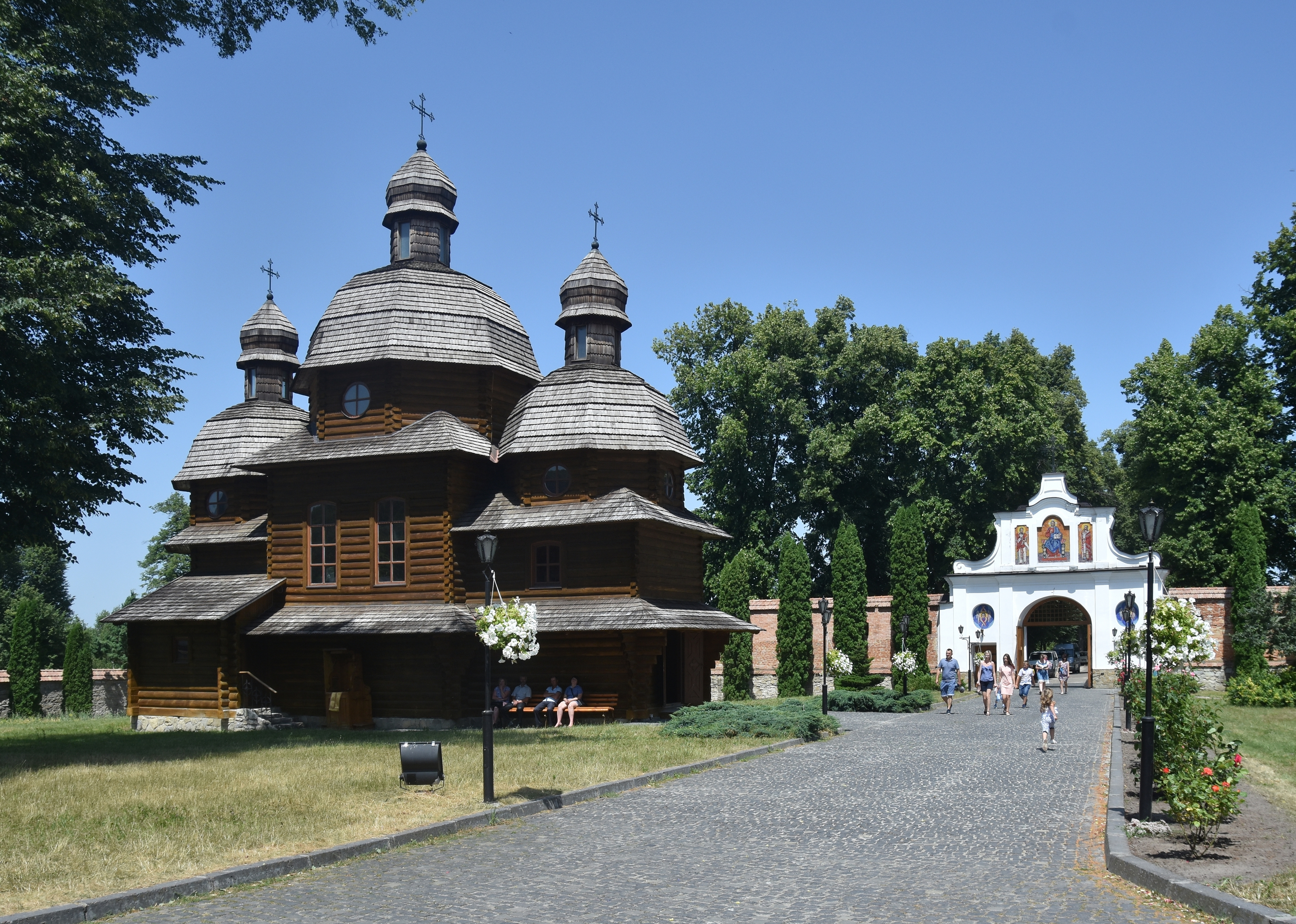
Brama i cerkiew Przemienienia
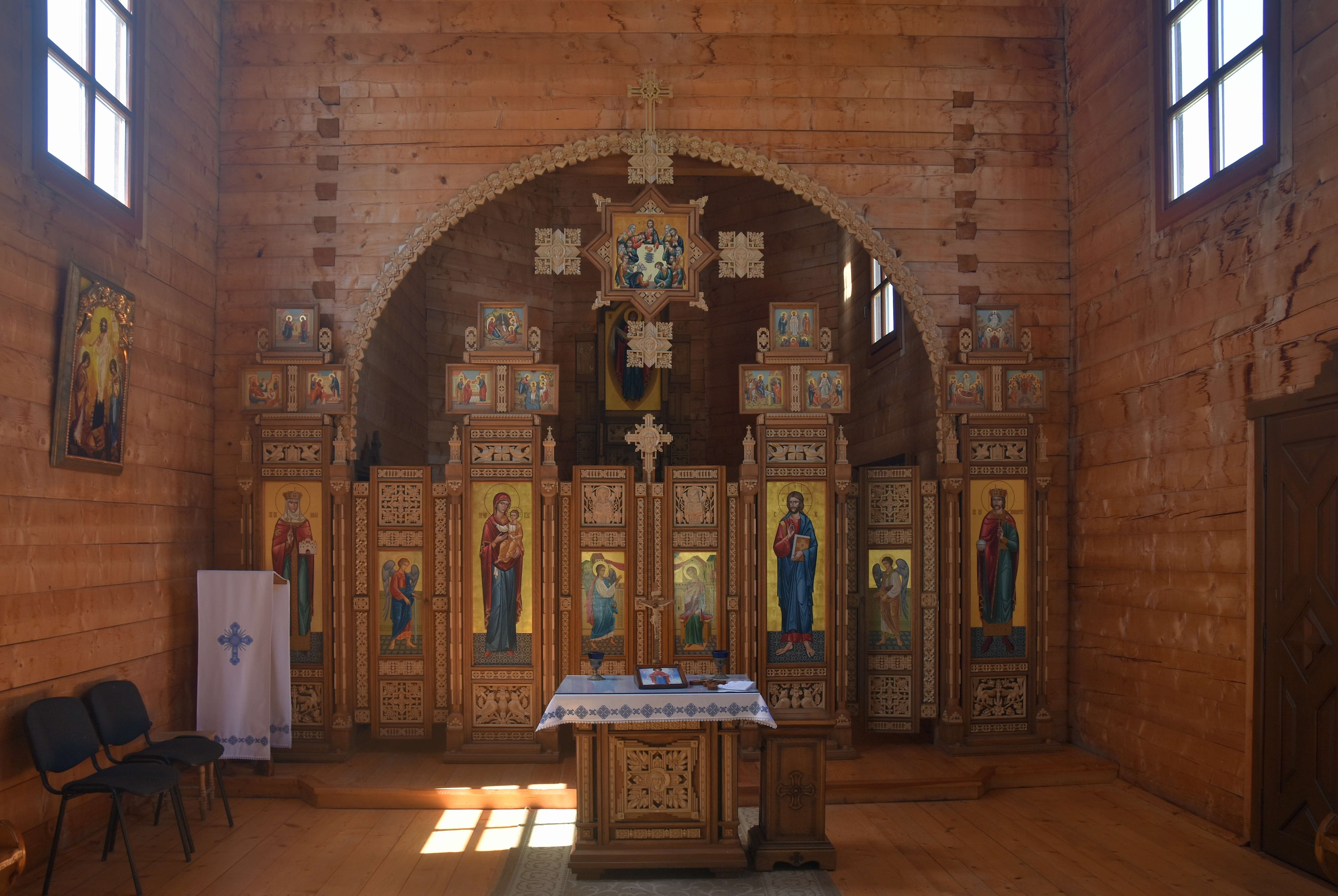
Ikonostas w cerkwi Przemienienia
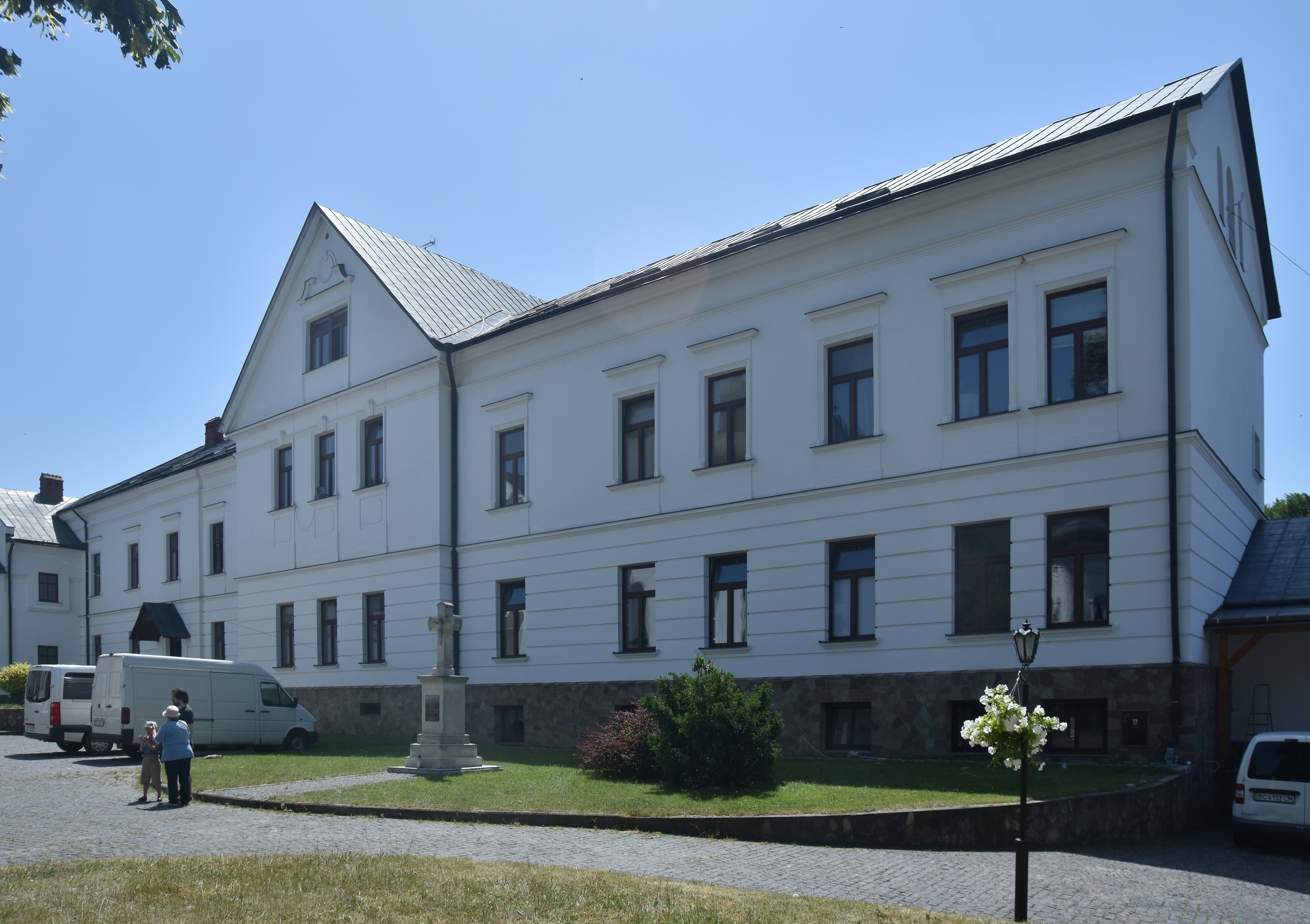
Nowicjat
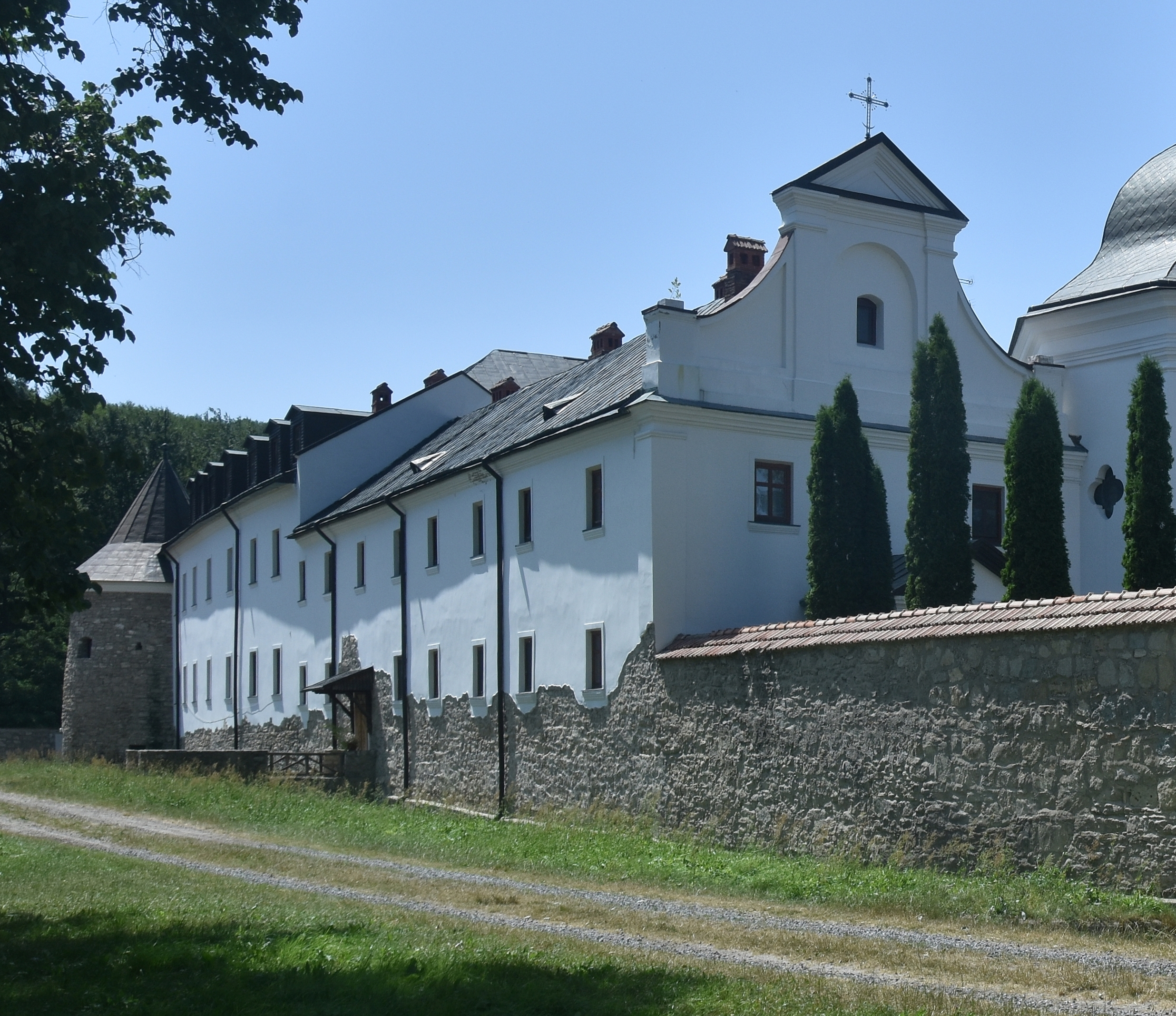
Klasztor
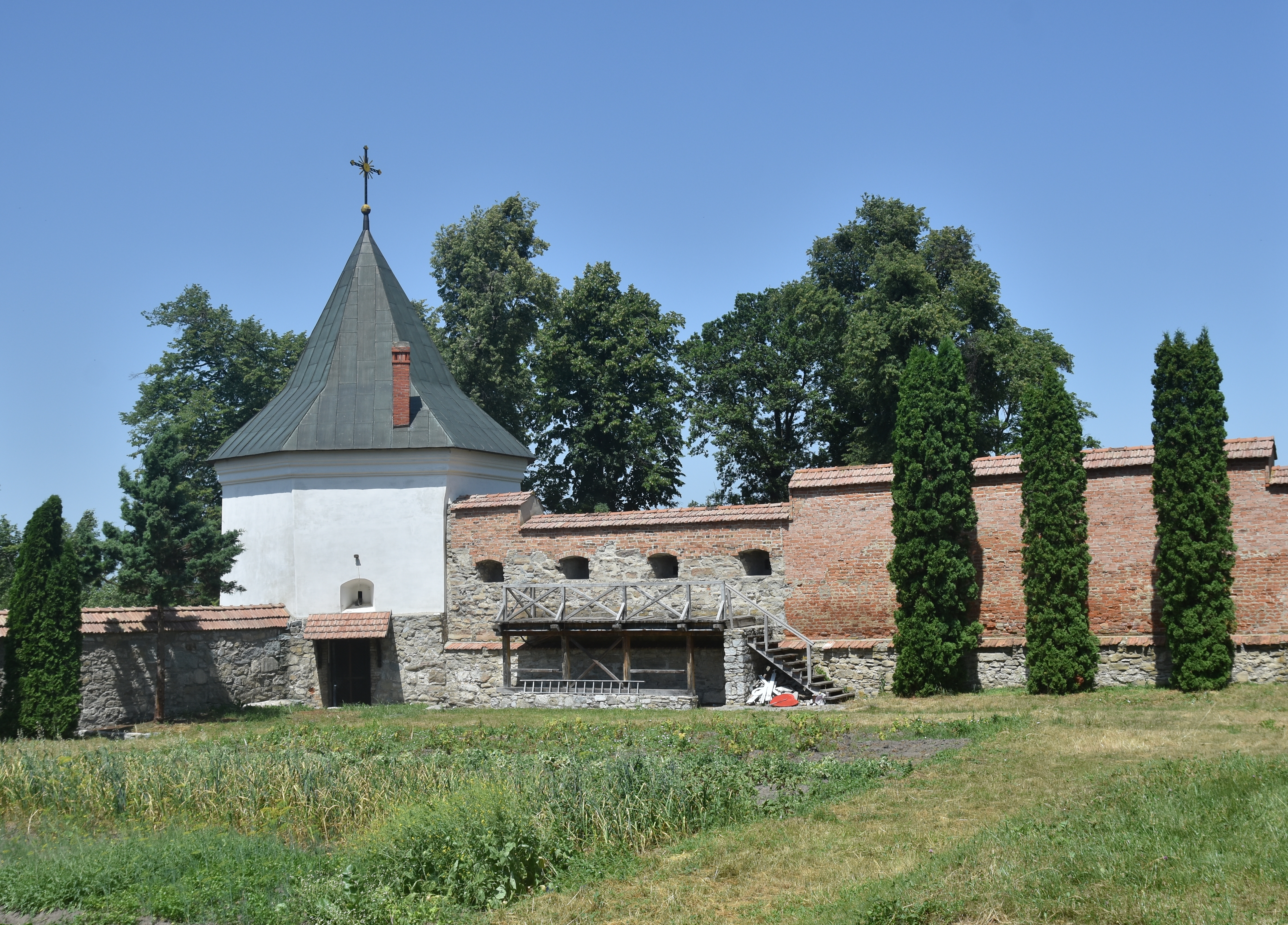
Mury klasztorne z basztą
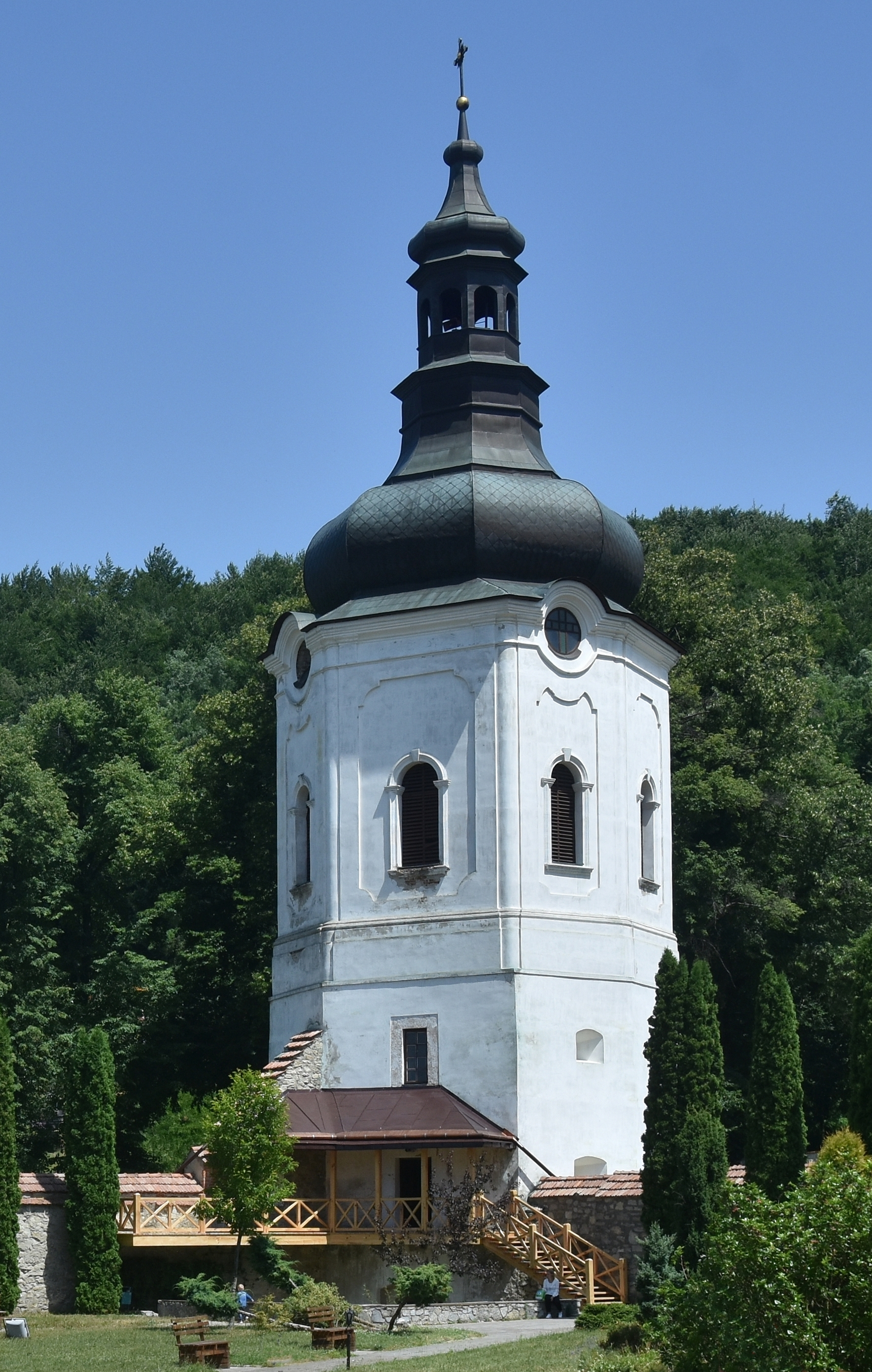
Dzwonnica
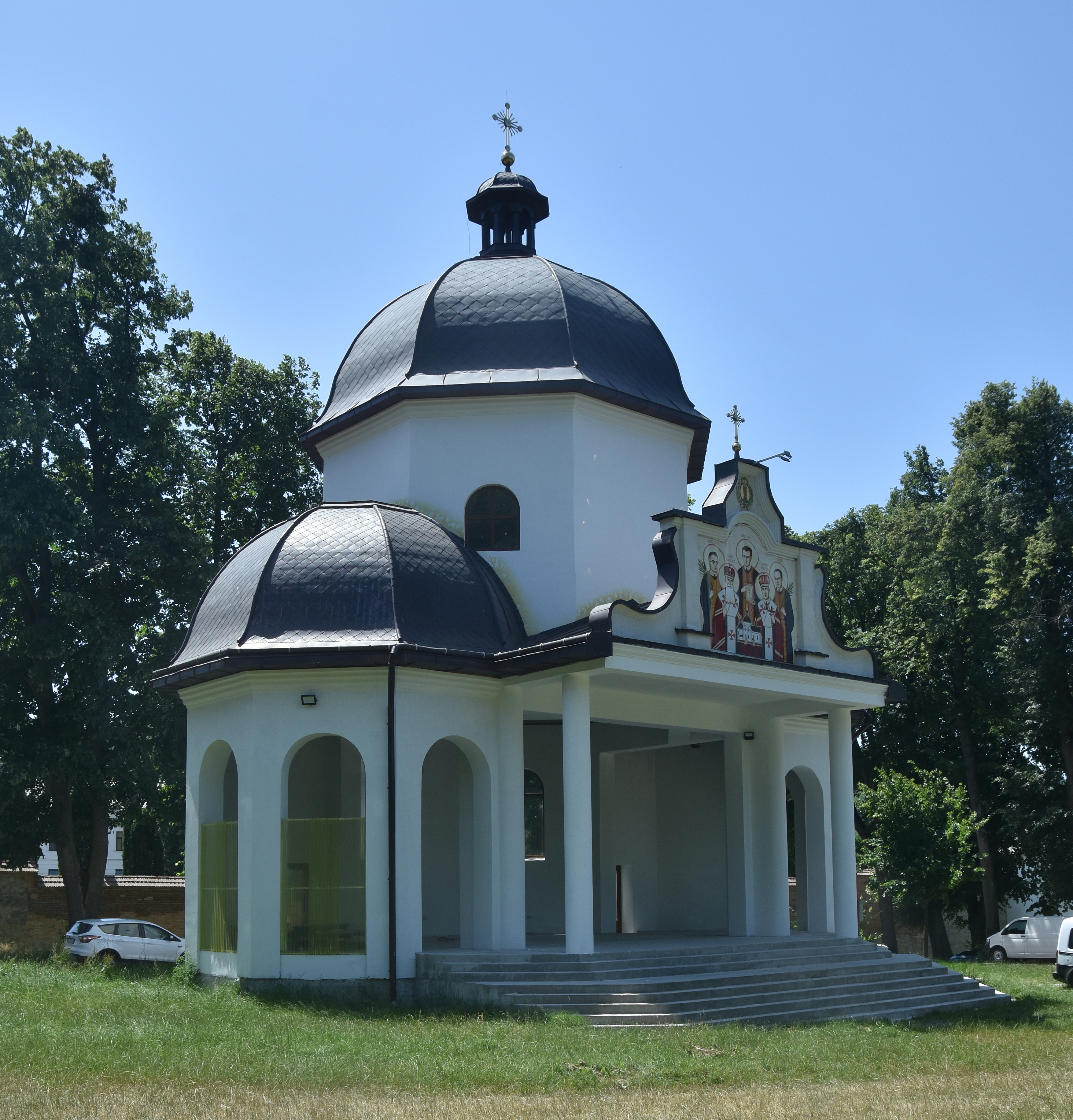
Otoczenie

Od kilku lat klasztor, w kształcie nieregularnego pięcioboku, jest odbudowany i otoczony murem obronnym, a w narożnikach zachowały się 3 baszty, z których jedna, północno-wschodnia – pełni obecnie funkcję dzwonnicy. Rolę głównej świątyni klasztoru pełni dziś murowana cerkiew św. Mikołaja z pierwszej połowy XVIII w., zbudowana na planie krzyża. Jest to świątynia obronna, o czym świadczą niewielkie okna i spora grubość murów. Wnętrze jest ubogie (co jest skutkiem kilkudziesięcioletnich rządów komunistów), ponownie wiszą tu wspomniane wyżej dwie cudowne ikony. Obok kościoła korpus klasztorny z drugiej połowy XVIII w. oraz XX-wieczny gmach nowicjatu. Na głównym dziedzińcu klasztoru w ostatnich latach odrestaurowano drewnianą cerkiew Przemienienia Pańskiego, obok niej pomnik Bohdana Chmielnickiego, upamiętniający jego wizytę w Krechowie w 1648.